# Karin Oyono
 (avril 2023).
Karin Oyono née Karin Oyono Essam en 1946 à  Marienberg (Saxe) en Allemagne, est une écrivaine et ingénieur en génie civil camerounaise. 

## Biographie[1]
Karin Oyono vit au Cameroun et est mariée à David Oyono. Elle est titulaire d’un diplôme d’ingénieur en génie civil à la retraite, écrivaine, elle se consacre à l’étude de l’histoire camerounaise, en particulier la période coloniale allemande.

## Œuvres
- Hickory Town, tome I
- Hickory Town, tome II[2]